# 邸珍
邸珍（?—?），字安宝，北魏大臣。《北史·酷吏》有传。
邸珍为中山上曲阳（今河北省曲阳县）人，北魏孝文帝太和年间，徙居武州镇。孝明帝孝昌年间，六镇之乱，加入杜洛周部，杜洛周势力被葛荣吞并后，又从葛荣。葛荣后被尔朱荣击破，邸珍与余党徙至并州。
后从高欢起兵，拜为长史，封上曲阳侯，除殷州刺史。史载其求取无厌，引起州中民众不满。后兼尚书右仆射、大行台，节度诸军事。
孝武帝永熙二年（533年），东徐州城民杀刺史，据城投降南朝梁。邸珍率军击败成景携等解围，回军彭城。不久即因残酷对待下属，导致部众离心，又对当地土豪无礼，最后被州人所杀。追赠定州刺史、司空公。

## 延伸阅读
[在维基数据编辑]
 《北齊書/卷47》，出自李百药《北齊書》
 《北史·卷087》，出自李延壽《北史》